# Polypedilum stuckenbergi
Polypedilum stuckenbergi är en tvåvingeart som beskrevs av Freeman 1961. Polypedilum stuckenbergi ingår i släktet Polypedilum och familjen fjädermyggor.
Artens utbredningsområde är Madagaskar. Inga underarter finns listade i Catalogue of Life.